# 伦山区菲施巴赫
伦山区菲施巴赫（德語：Fischbach/Rhön），简称菲施巴赫（德語：Fischbach，發音：[ˈfɪʃbax]），是德国图林根州曾经的一个市镇，原属瓦特堡县，面积7.02平方千米，2012年12月31日人口为555人。2013年12月31日，伦山区菲施巴赫与另外3个市镇并入市镇卡尔滕诺德海姆，后于2019年1月1日随卡尔滕诺德海姆改属施马尔卡尔登-迈宁根县。